# Mariä Heimsuchung (Ebstorf)

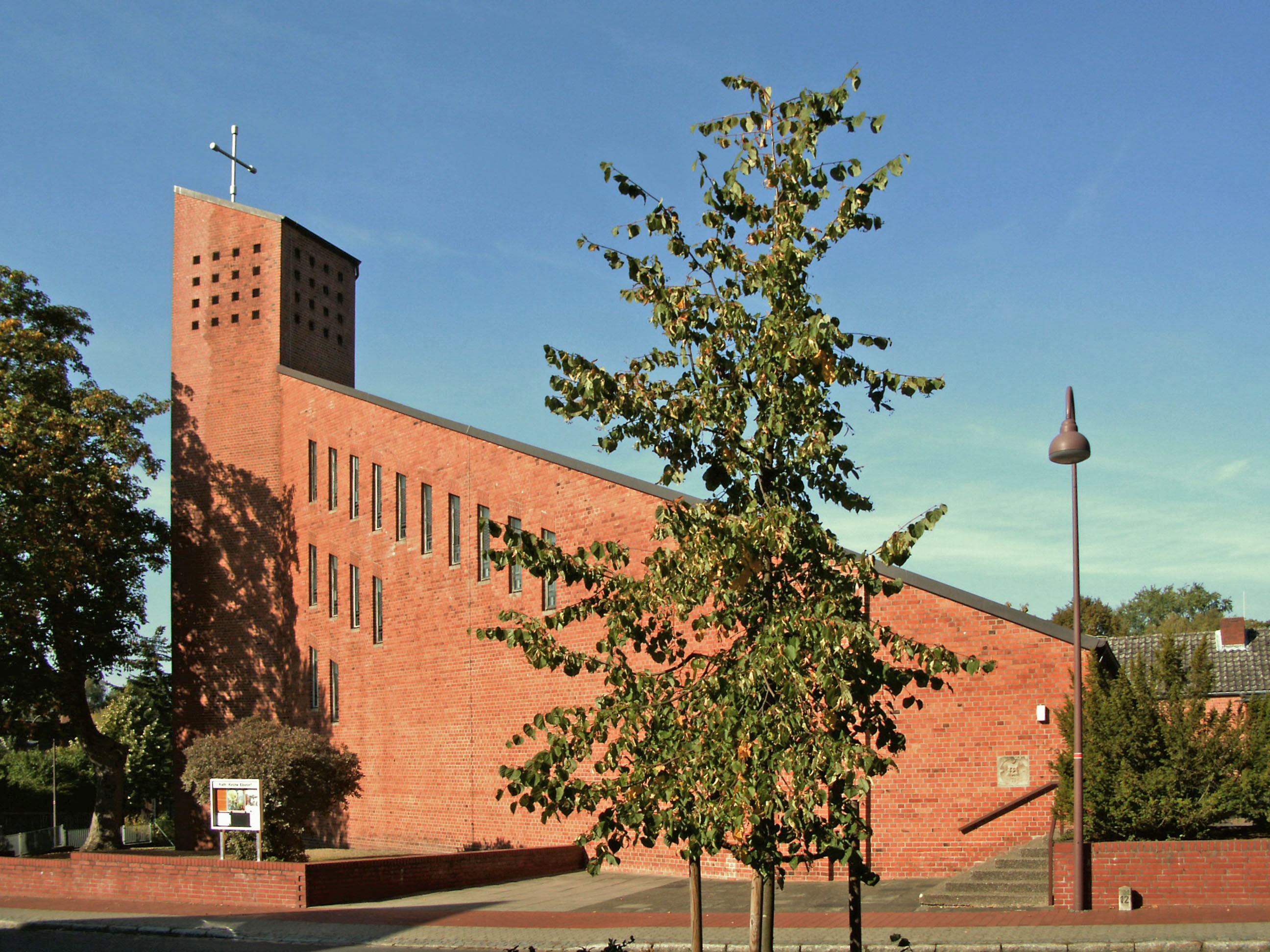
Außenansicht

Mariä Heimsuchung – St. Mauritius, meist nur kurz Mariä Heimsuchung genannt, ist die römisch-katholische Kirche in Ebstorf, einer Gemeinde im Landkreis Uelzen in Niedersachsen. Das nach Mariä Heimsuchung, der Besuch der Gottesmutter Maria bei ihrer Cousine Elisabet, benannte Gotteshaus gehört zur Pfarrgemeinde Zum Göttlichen Erlöser mit Sitz in Uelzen, im Dekanat Lüneburg des Bistums Hildesheim.

## Geschichte
Im Fürstentum Lüneburg, zu dem Ebstorf damals gehörte, führte Ernst I., Herzog zu Braunschweig-Lüneburg, die Reformation ein. Dadurch wurden im 16. Jahrhundert das Kloster Ebstorf, die Kirche und die Bevölkerung von Ebstorf, die bis dahin zum Bistum Verden gehörten, protestantisch.

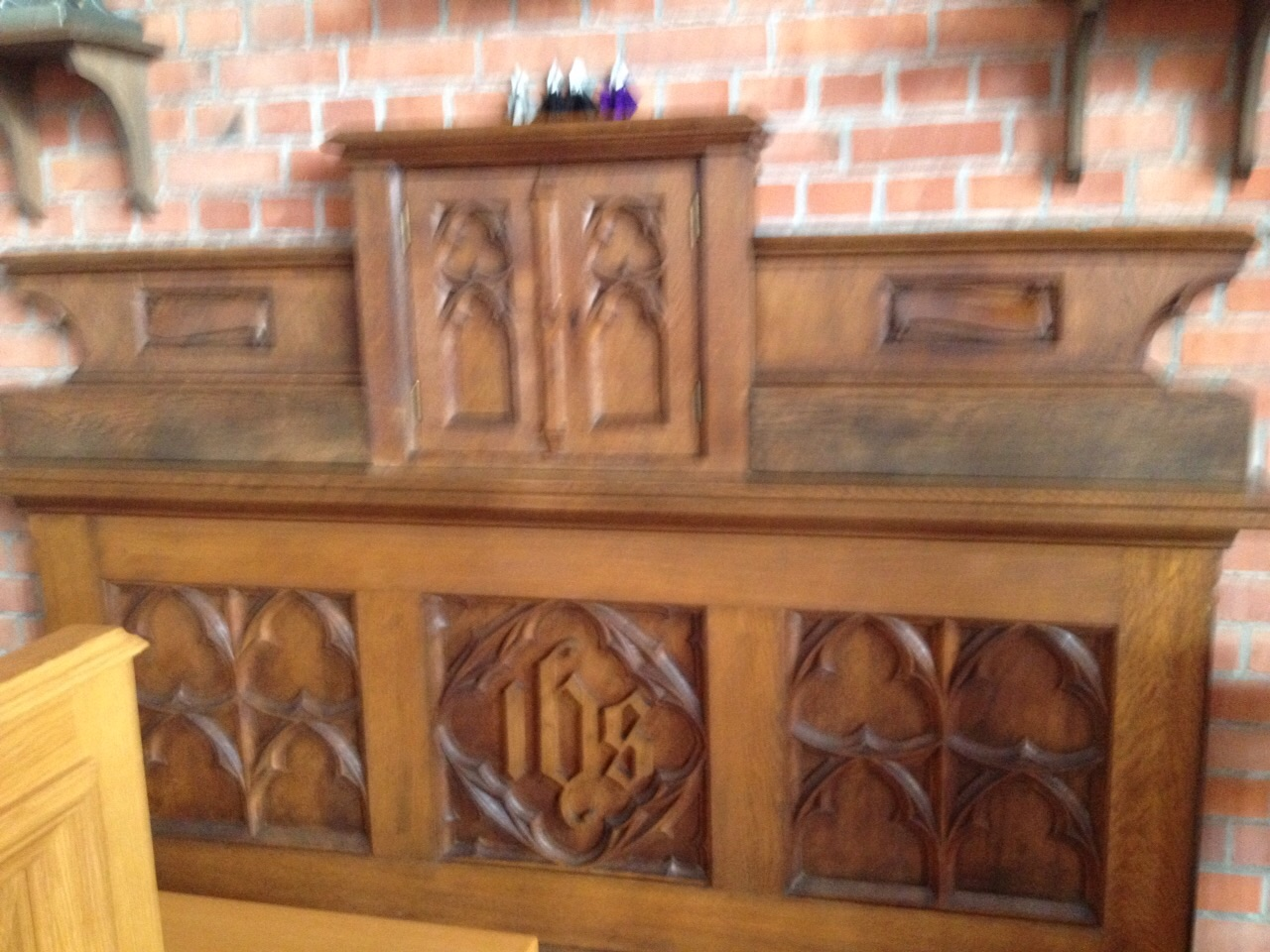
Altar der Vorgängerkapelle

Nachdem Anfang des 20. Jahrhunderts zwei Ebstorfer Einwohnerinnen zum katholischen Glauben konvertiert waren, wurde auf ihre Initiative hin 1916 oder 1919 in ihrem Elternhaus, einem 1826 erbauten Wohnhaus, eine kleine katholische Kapelle eingerichtet. Seit den 1920er Jahren fand dort seitens der Pfarrei Uelzen gelegentlich, seit den 1930er Jahren regelmäßig, katholischer Gottesdienst statt. 1931 wurde das Gebäude vom Bistum Hildesheim erworben, und 1932 die kleine Kapelle Mariä Heimsuchung vergrößert.
Im Zuge der Flucht und Vertreibung Deutscher aus Mittel- und Osteuropa 1945–1950 ließen sich katholische Flüchtlinge und Heimatvertriebene auch im Raum Ebstorf nieder. Bereits 1945 wurde Ebstorf daher Sitz einer Vikarie, und Bernhard Wiggenborn, der bisherige Kaplan der Pfarrei Uelzen, wurde ihre erster Pfarrvikar.
1966 wurde das Gebäude mit der Kapelle St. Maria abgerissen und 1967 auf dessen Grundstück die heute noch bestehende Kirche erbaut. Am 18. November 1967 erfolgte ihre Konsekration durch Bischof Heinrich Maria Janssen. Erst am 1. August 1987 wurde in Ebstorf eine katholische Kirchengemeinde (Kuratie) eingerichtet.
Seit dem 1. November 2006 gehört die Kirche zur Pfarrei Zum Göttlichen Erlöser in Uelzen, die Pfarrgemeinde Mariä Heimsuchung in Ebstorf wurde zu diesem Zeitpunkt aufgelöst.

## Gnadenmutter von Ebstorf

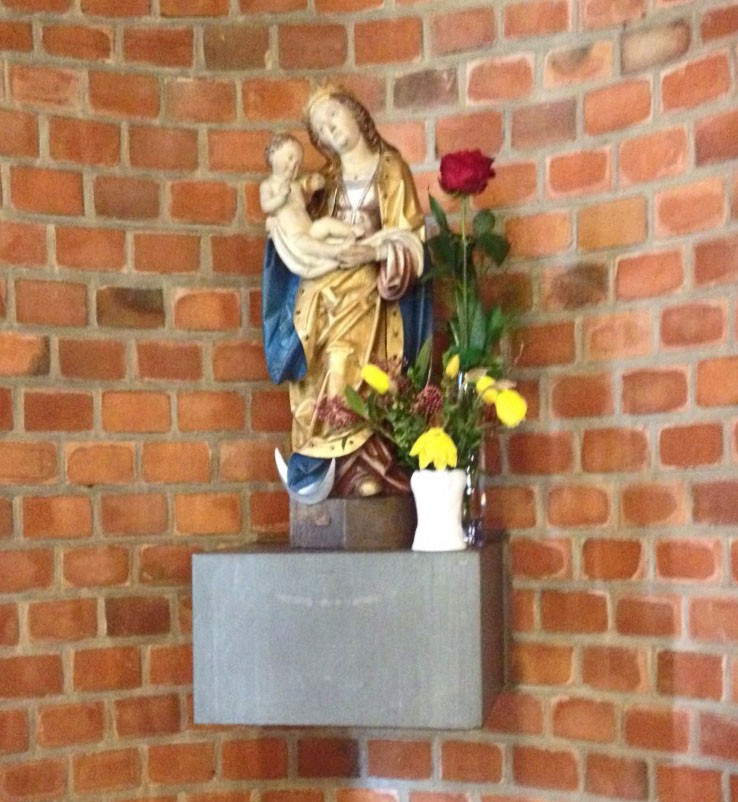
Kopie der „Gnadenmutter von Ebstorf“ (Maria Treu)

Die Statue „Gnadenmutter von Ebstorf“ wurde 1492 von Priorin Mette von Niendorf für das Kloster Ebstorf gestiftet. Vor der Reformation war sie ein Ziel von Wallfahrten, nach Durchsetzung der Reformation wurde sie im Kloster Ebstorf aus der Kirche verbannt und kam in einem Abstellraum des Klosters.
1654 entdeckte die katholische Anna Magdalene Herzogin zu Sachsen-Lauenburg-Ratzeburg (1609–1668), Tochter von Wilhelm Popel von Lobkowitz und Benigna Kateřina Lobkowicz und Ehefrau von Julius Heinrich von Sachsen-Lauenburg, bei einem Besuch im Kloster Ebstorf die Statue. Die Herzogin erwarb die Statue und nahm sie mit in das Herzogtum Sachsen-Lauenburg. Dort wurde die Statue im Wallfahrtsort Büchen, dessen Gnadenbild im Dreißigjährigen Krieg geraubt wurde und verschollen blieb, rund zehn Jahre verehrt. Nach dem Tod von Julius Heinrich von Sachsen-Lauenburg im Jahre 1665 zog seine Witwe Anna Magdalene in das Sudetenland, ihre Heimat, zurück und nahm die Statue mit. Die Statue wurde anfangs in der Familiengruft aufgestellt, dann kam die Statue in die 1674 durch Matthäus Ferdinand Sobek von Bilenberg, den Erzbischof von Prag, geweihte Klosterkirche Mariä Verkündigung von Schlackenwerth (heute Ostrov in Tschechien). Heute befindet sich die Statue in der katholischen Pfarrkirche Svatého archanděla Michaela a Panny Marie Věrné (Hl. Erzengel Michael und Maria Treu) in Ostrov. Bis heute wird die Statue dort als Gnadenbild „Maria Treu“ verehrt.
In der Ebstorfer Kirche steht eine Kopie der „Gnadenmutter von Ebstorf“, sie wurde 1939 vom Bildhauer Wilhelm Heising in Schlackenwerth vor Ort geschaffen und kam noch im selben Jahr durch Bernhard Wiggenborn, Kaplan der Pfarrei Uelzen, in die damalige katholische Kapelle in Ebstorf. 1940 wurde die Statue in Ebstorf von Bischof Joseph Godehard Machens, der anlässlich einer Firmung in Ebstorf weilte, geweiht.
Drei weitere Kopien der Statue befinden sich in der St.-Alexander-Kirche in Rastatt (von 1977, zunächst in der Schlosskirche Rastatt bis zu deren Renovierung), in der Klosterkirche Zvěstování Panny Marie (Mariä Verkündigung) der Piaristen in Ostrov (von 1995) und in der Marienkapelle Maria Treu in Büchen (von 2013).

## Architektur und Ausstattung

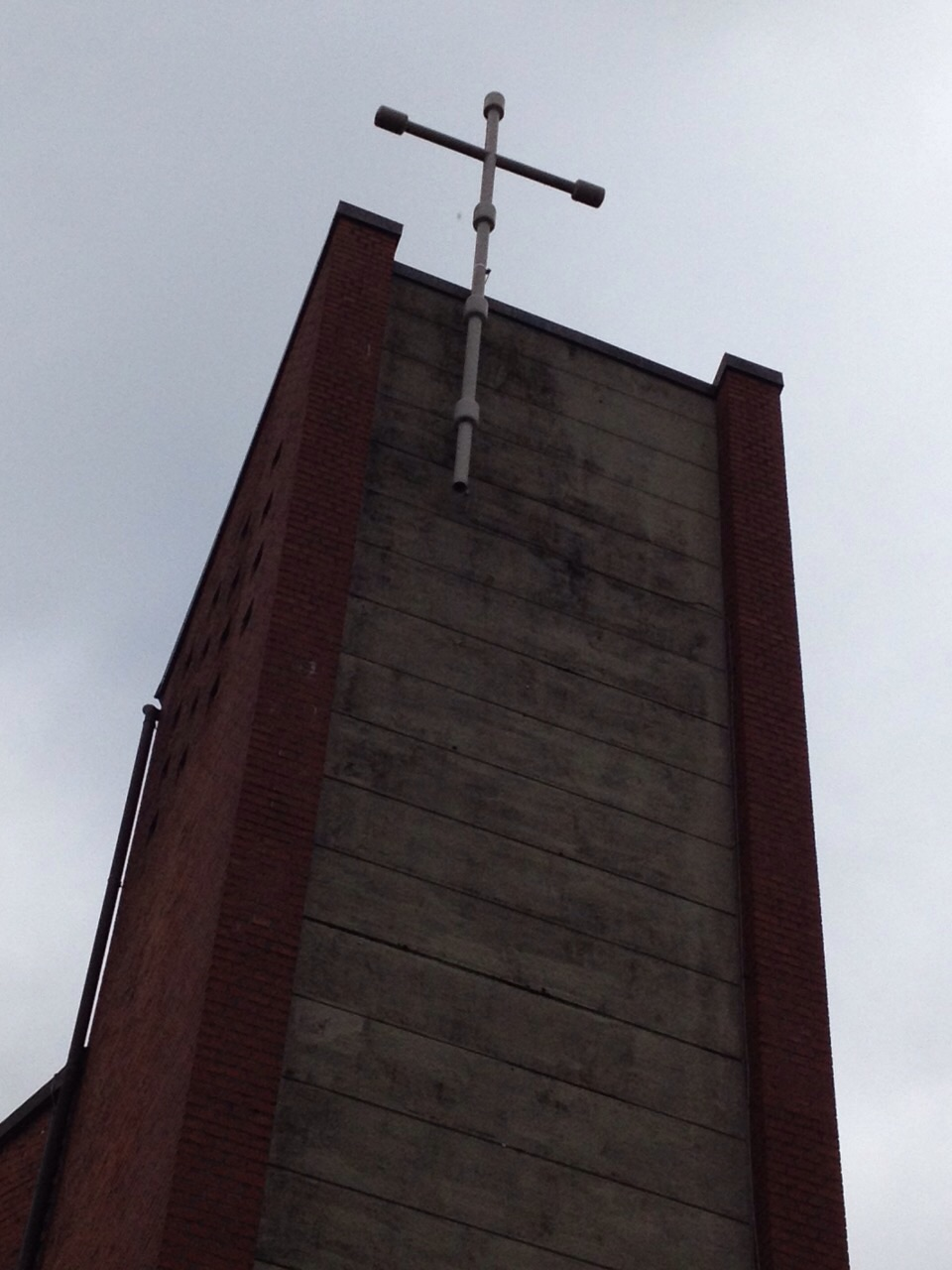
Turmkreuz

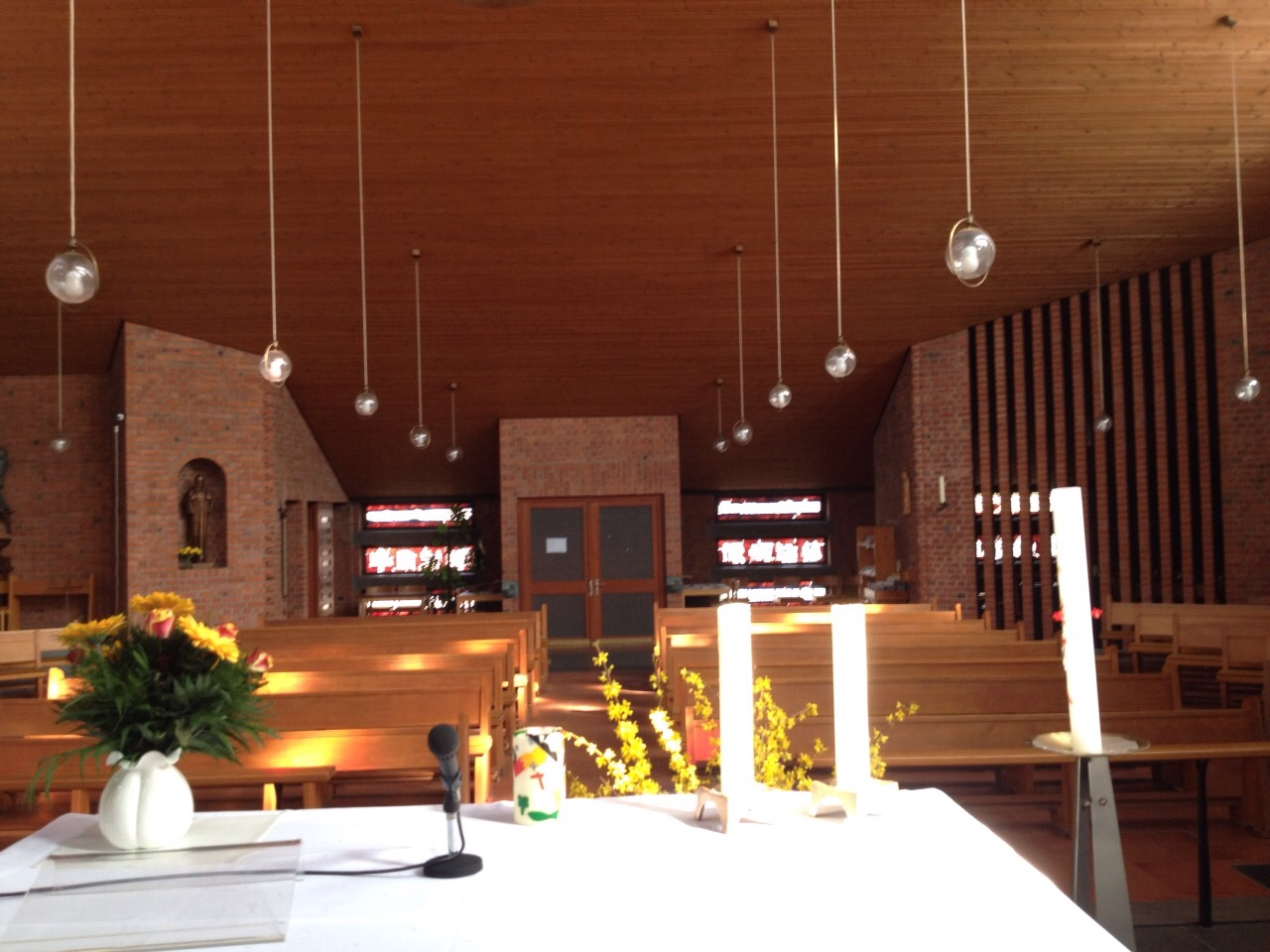
Inneres

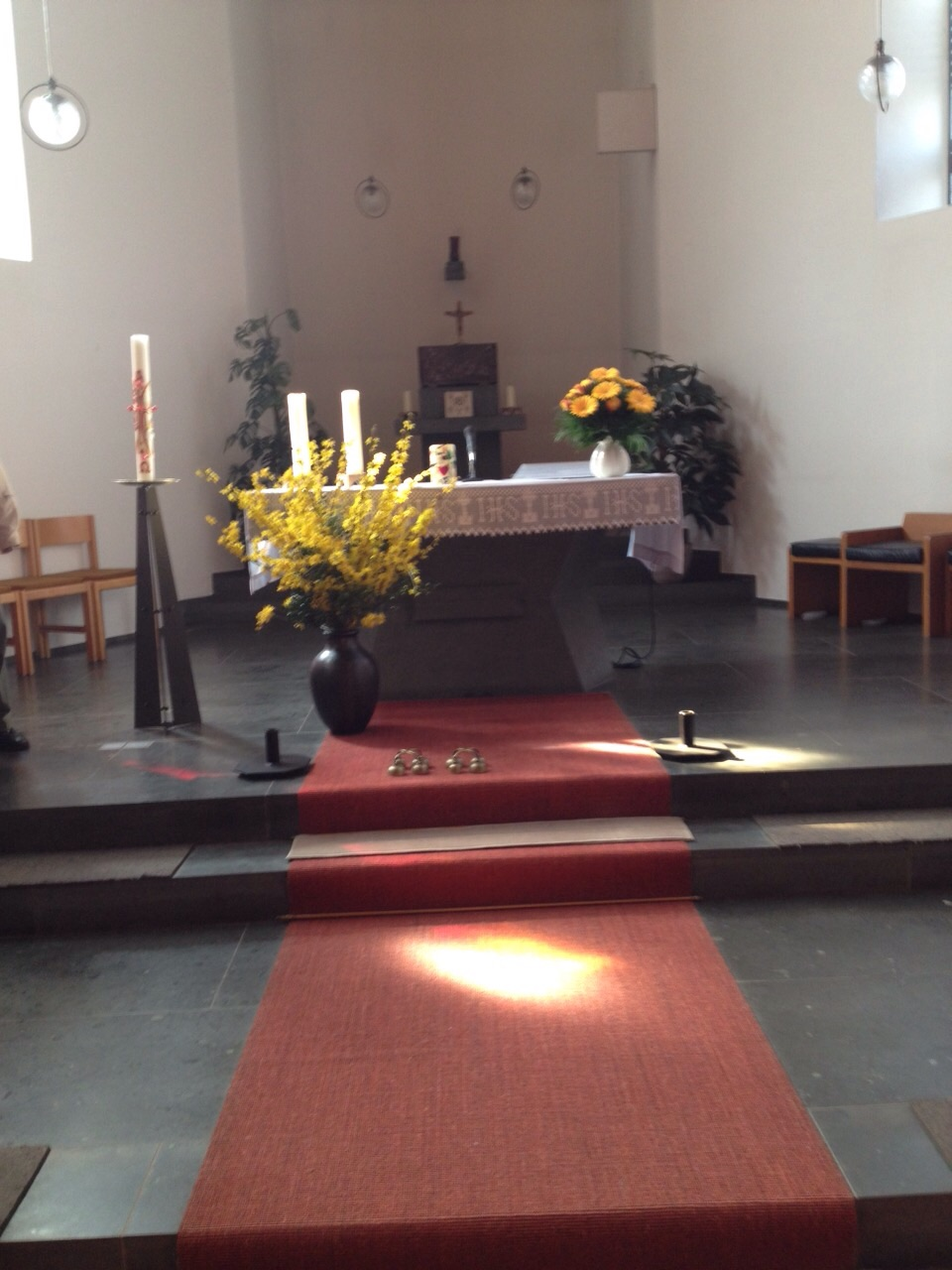
Altar

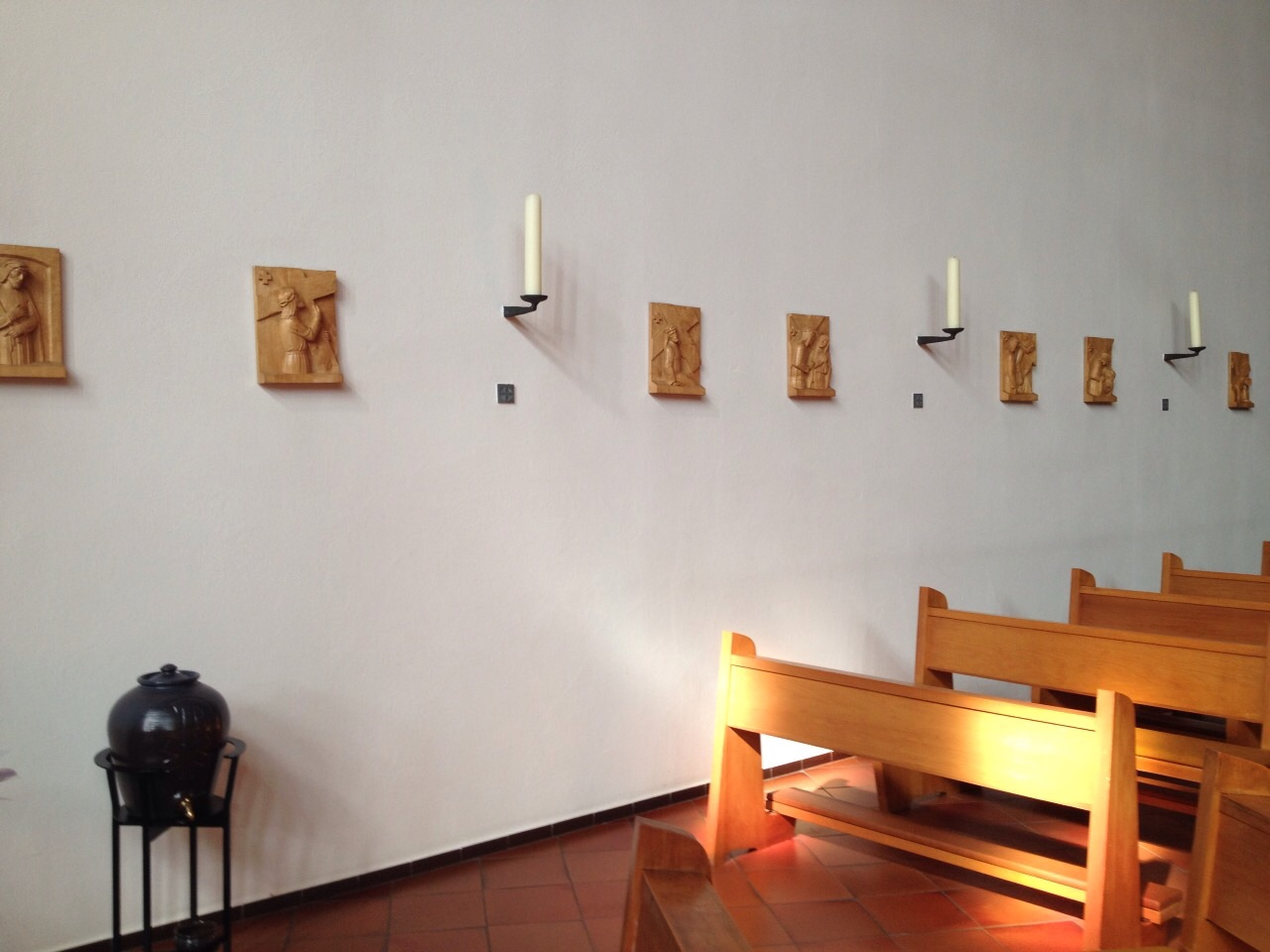
Kreuzweg

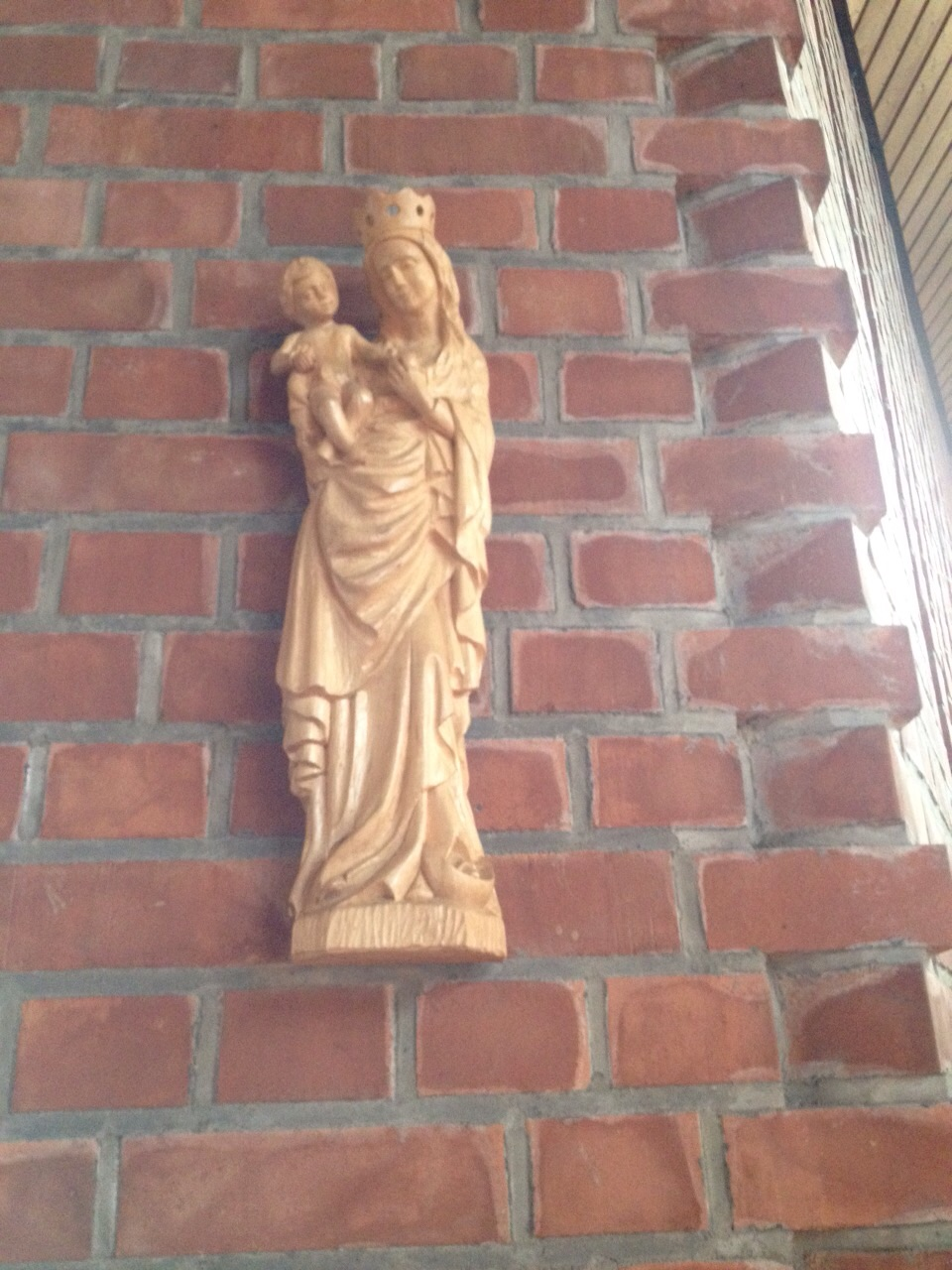
Marienstatue

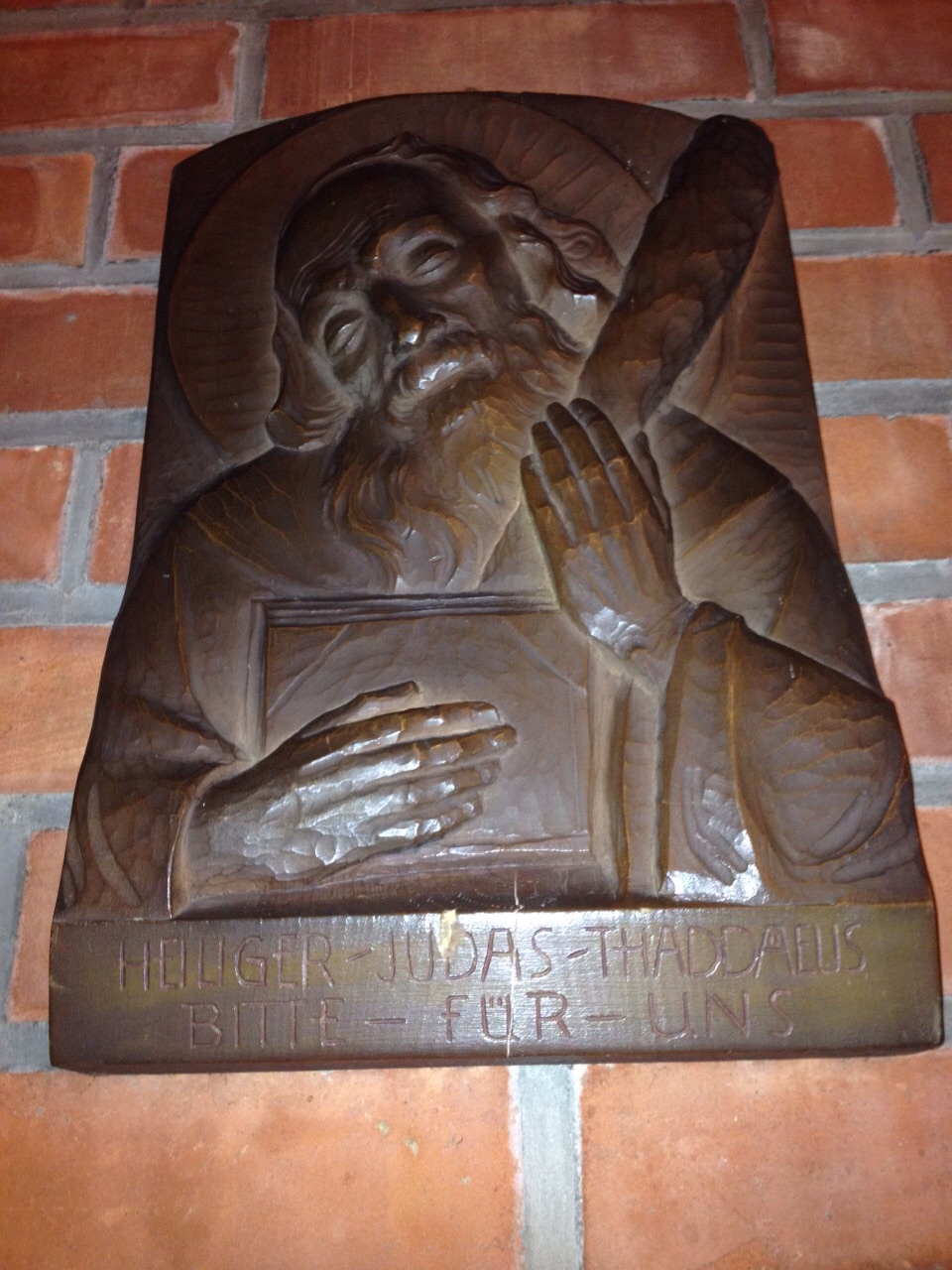
Judas-Thaddaeus-Relief

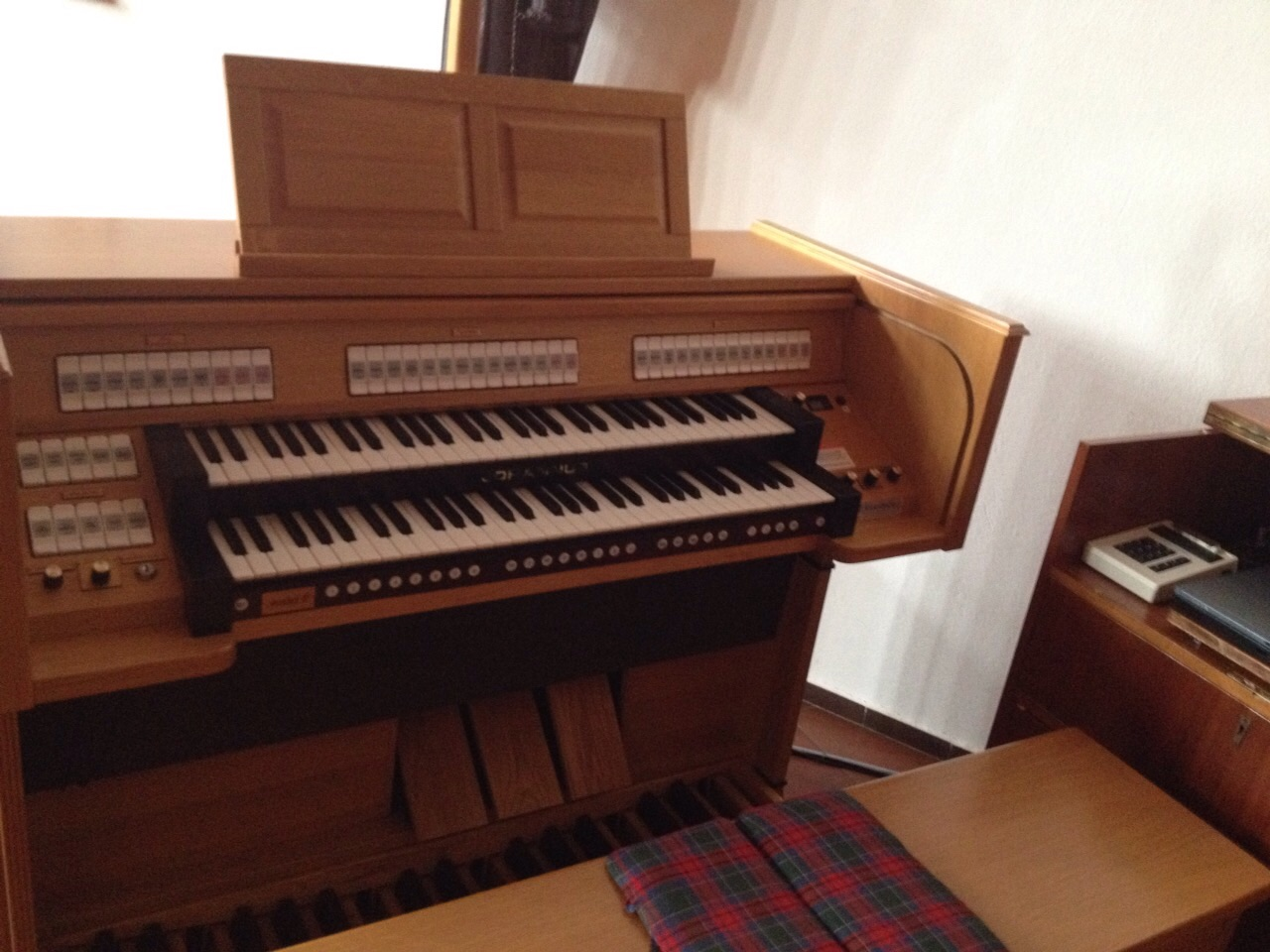
Elektronische Orgel

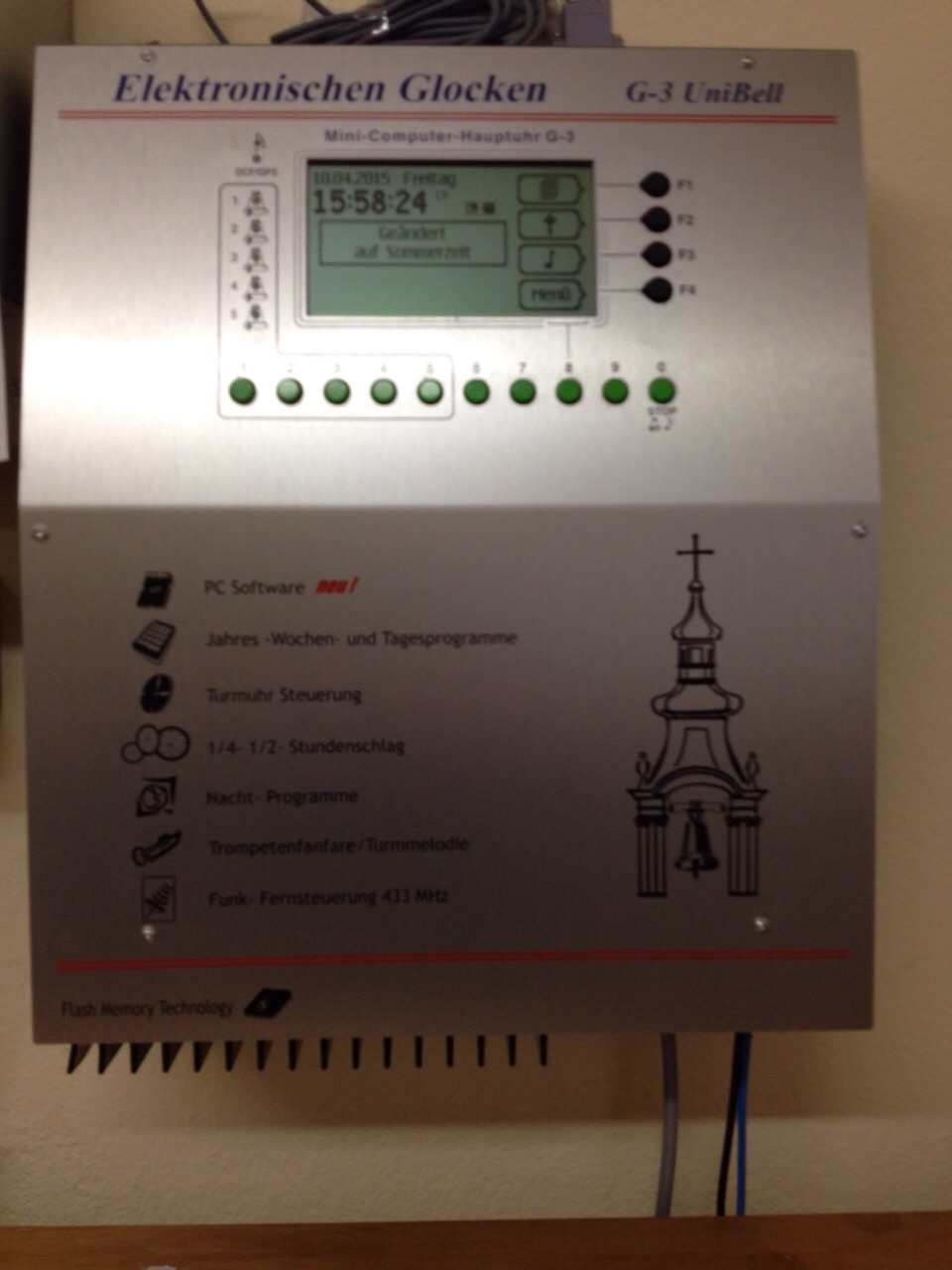
Elektronischer Glocken-Automat

Die in rund 66 Meter Höhe über dem Meeresspiegel gelegene Kirche steht ebenso wie ihre Vorgängerkapelle auf dem Grundstück Hauptstraße 9. Das Gotteshaus wurde nach Plänen des Architekten Theo Scholten aus Bergisch Gladbach erbaut, der einige Jahre zuvor bereits die nahegelegenen Kirchen Maria Rast (Holxen) und St. Bonifatius (Bad Bodenteich) entworfen hatte.
Die Kirchenfenster zeigen Szenen aus dem Leben der Schutzpatrone Maria und Mauritius; die Glasmalerei wurde von Franz Pauli (Köln) entworfen und 1967 durch Selbach (Köln) ausgeführt. Die Brücke zur christlichen Urzelle Ebstorfs, dem Mauritiuskloster, soll mit dem Patronat des heiligen Mauritius gefunden werden.
An den Innenwänden befinden sich kleine geschnitzte Bilder, welche den Kreuzweg Jesu darstellen. Zur Innenausstattung der Kirche gehören ferner ein Beichtstuhl und eine elektronische Orgel. Ein Holzrelief stellt den heiligen Judas Thaddäus dar. Die Kirche ist nicht groß, jedoch können schätzungsweise 200 Personen darin Platz finden.
In der Kirche sind Gemälde und Statuen, sowohl geschnitzte als auch gemeißelte, vorhanden. Bemerkenswert ist in der Marienkapelle die Kopie der „Gnadenmutter von Ebstorf“. Unter anderem befindet sich dort eine von Walter Metzele (Holdenstedt) geschnitzte Figur, welche er seiner Mutter geschenkt hatte. Diese stiftete sie dann der damaligen Kirchengemeinde in Holxen, deren Kirche Maria Rast später profaniert wurde, sodass sie die Figur dann der katholischen Kirche in Ebstorf stiftete.
Bis etwa Mitte 2014 gab es keine Glocken im Glockenturm. Auch heute gibt es keine, jedoch ist der Glockenturm mit zwei elektronischen Lautsprechanlagen ausgestattet, welche durch ein Gerät steuerbar sind. Mit den Lautsprechern können sie insgesamt fünf Glocken nachahmen. Normalerweise läuten die Glocken jeden Sonntag vor dem Gottesdienst mit drei Glocken, sonst nur an besonderen Feiertagen wie Ostern und Weihnachten mit vier Glocken. Durch die kleinen Öffnungen oben am Turm der Kirche ist das Glockengeläut in weiten Teilen Ebstorfs hörbar.
Die Kirche besitzt keine Turmuhr und keinen Chorraum, jedoch gehören zur Kirche auch ein Gemeindesaal und eine Küche.

### Deutung der Fensterbilder

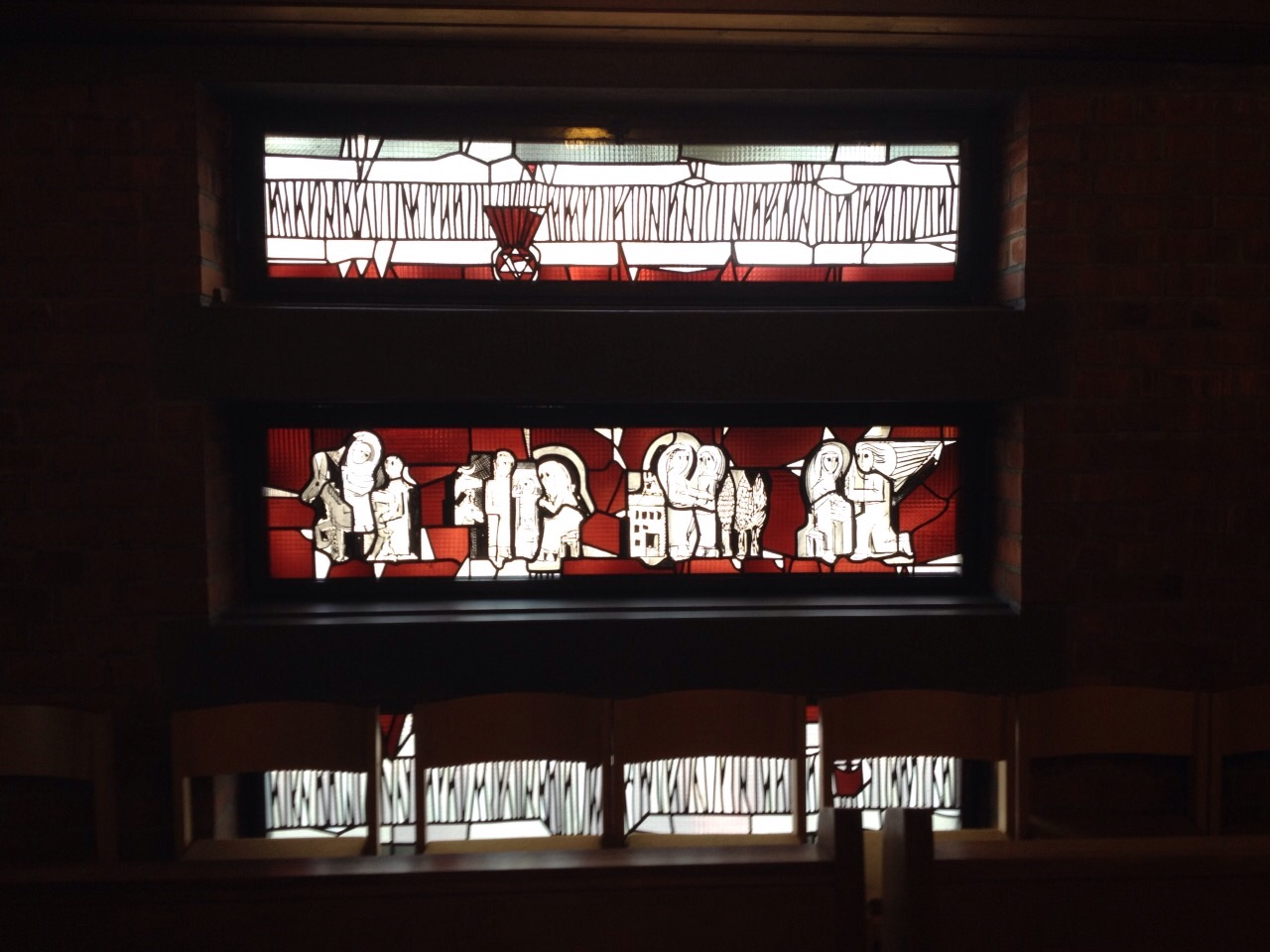
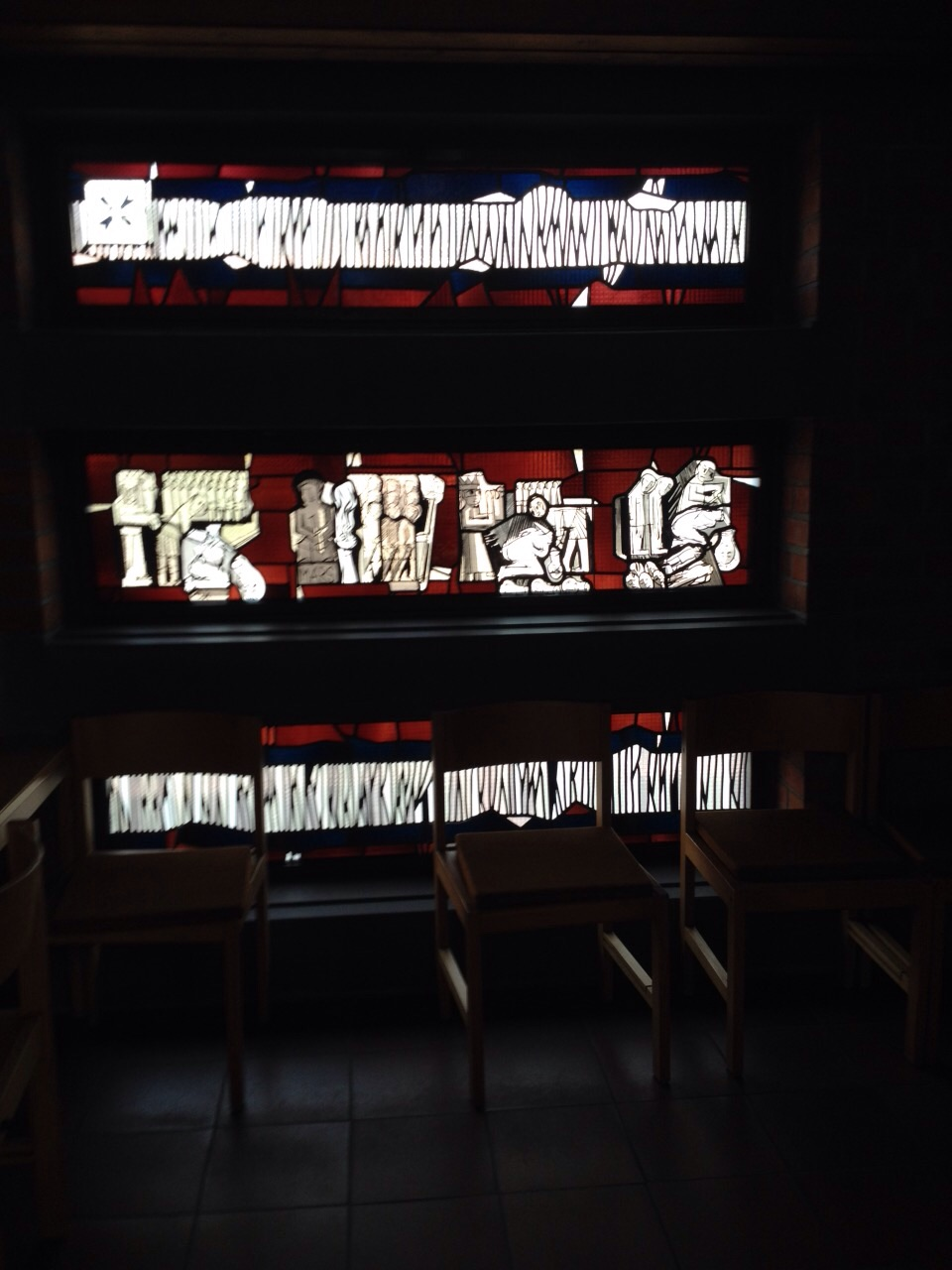
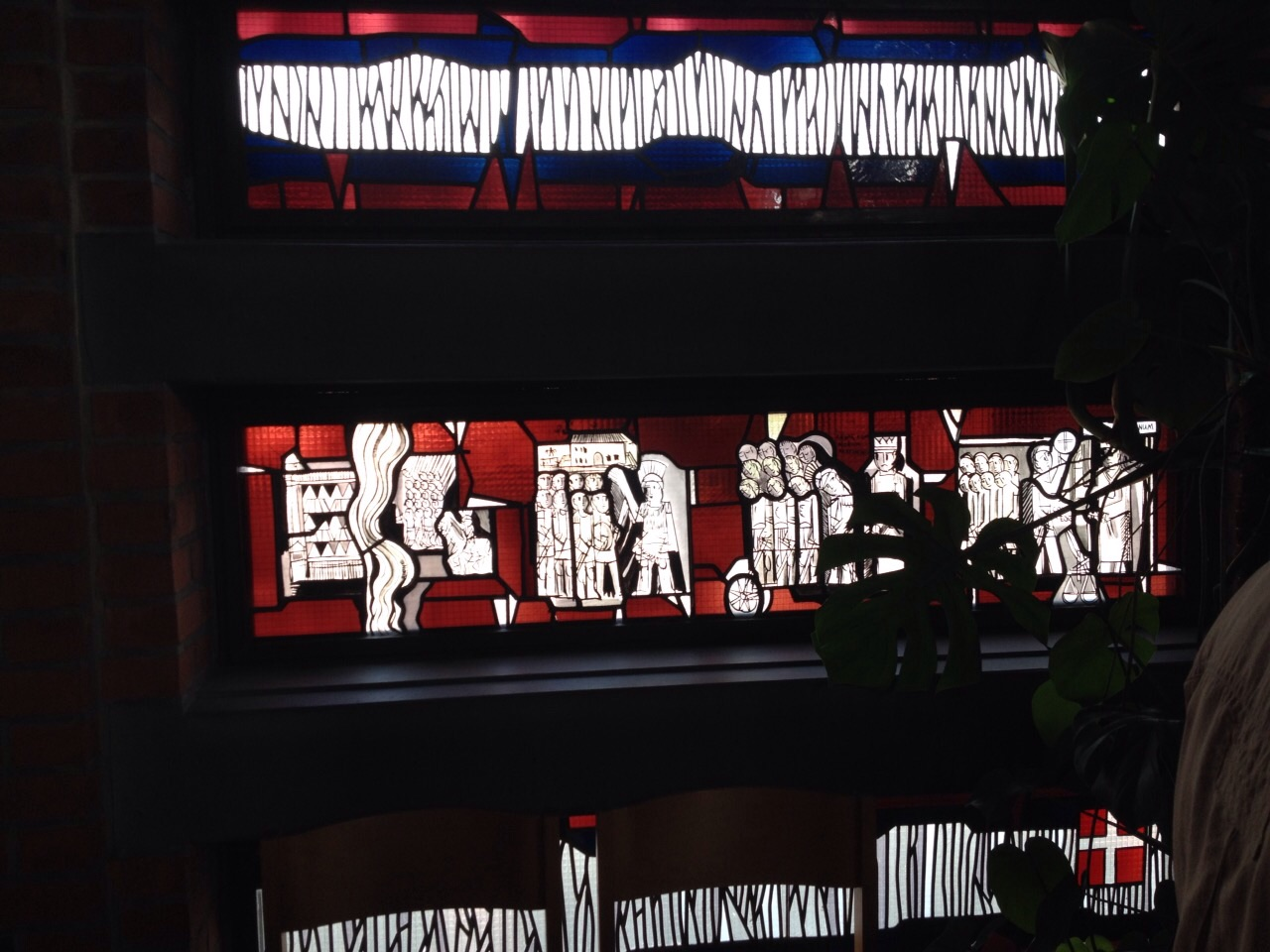

| Reihenfolge          | Geschichte |
| -------------------- | --- |
| 1. Fenster (1. Bild) | Das Heerlager der Thebaischen Legion – von einem Palisadenwall umgeben – am reißenden Strom der Rhone (Wallis). Der Primicerius Mauritius steht an der Spitze der Legion.                                                                                          |
| 1. Fenster (2. Bild) | Kaiser Maximian gibt Befehl: Den Göttern opfern, Christen aufspüren und verfolgen. |
| 1. Fenster (3. Bild) | Cäsar Romanorum Maximian: Der Kaiser verlangt bedingungslosen Gehorsam. |
| 1. Fenster (4. Bild) | „Confiteor“: Die Soldaten bekennen unverbrüchliche Treue zu Christus, aber auch zu Kaiser und Reich „Imperium Romanum“. Unmoralische Befehle weisen sie zurück. |
| 2. Fenster (1. Bild) | Da der Befehl des Kaisers von der Legion nicht befolgt wird, wird jeder zehnte Soldat enthauptet (Dezimierung). |
| 2. Fenster (2. Bild) | Mauritius und die Legionäre weigern sich, dem Kriegsgott Mars Opfer darzubringen. |
| 2. Fenster (3. Bild) | Daraufhin wird erneut jeder zehnte Legionär enthauptet. |
| 2. Fenster (4. Bild) | Als der kaiserliche Befehl zum dritten Mal erging, spornte Mauritius die Legionäre zur Standhaftigkeit im Glauben an. Sie weigerten sich auch dieses Mal, der Göttern zu opfern. Rasend vor Wut ließ der Kaiser Mauritius und die restlichen Legionäre enthaupten. |

### Erklärung zu den Buntglasfenstern neben der Eingangstüre
| Reihenfolge                                                            | Geschichte |
| ---------------------------------------------------------------------- | --- |
| 1. Bild: Verkündigung des Herrn (Mariä Verkündigung) Festtag: 25. März | Der Erzengel Gabriel brachte Maria die Botschaft: „Du wirst einen Sohn empfangen, dem sollst du den Namen Jesus geben. Er wird Sohn des Höchsten genannt werden. Der Heilige Geist wird über dich kommen, deshalb wird das Kind Heilig und Sohn Gottes genannt werden.“ Maria antwortete: „Ich bin die Magd des Herrn, mir geschehe nach deinem Wort.“ (Lk 1,26–36) |
| 2. Bild: Mariä Heimsuchung Festtag: 2. Juli (Patronat der Kirche)      | Maria besucht ihre Cousine Elisabeth, die im hohen Alter schwanger wurde mit Johannes dem Täufer. Elisabeth begrüßt Maria mit den Worten: „Gesegnet bist du mehr als alle anderen Frauen, und gesegnet ist die Frucht deines Leibes, Jesus.“ (Lk 1,39–47) |
| 3. Bild: Jesu Geburt Festtag: 25. Dezember                             | Als Josef und Maria in der Stadt Davids, Betlehem, waren, brachte sie ihren erstgeborenen Sohn zur Welt, wickelte ihn in Windeln und legte ihn in eine Futterkrippe, weil in der Herberge kein Platz für sie war. Den Hirten, die in der Gegend Nachtwache bei ihrer Herde hielten, erschien ein Engel Gottes, und die Herrlichkeit des Herrn umstrahlten sie. Er sagte: „Fürchtet euch nicht, ich verkünde euch eine große Freude, die allen Menschen zu Teil werden wird: Heute ist euch in der Stadt Davids der Heiland geboren, Christus, der Herr.“ (Lk 2,1–20)                                                                                   |
| 4. Bild: Flucht nach Ägypten                                           | Ein Engel erschien Josef im Traum und forderte ihn auf, mit Maria und dem Kind nach Ägypten zu fliehen; denn der König Herodes trachte dem Kind nach dem Leben. (Mt 2,13–15) |
| 5. Bild: Darstellung Jesu im Tempel in Jerusalem Festtag: 2. Februar   | Nach jüdischem Gesetz brachten Maria und Josef das Kind als Erstgeborenen in den Tempel, um es dem Herrn zu weihen (darzustellen). Jesus tritt zum ersten Mal seinem Volk entgegen. In der Prophetin Hanna und dem gerechten Simeon, die in der Erwartung auf den Messias leben, begegnet Jesus den Vertretern seines Volkes. (Lk 2,21–40) |
| 6. Bild: Der zwölfjährige Jesus wird im Tempel wiedergefunden          | Als Jesus zwölf Jahre alt war, kamen Maria und Josef – wie es Brauch war – mit ihm zum Osterfest nach Jerusalem. Er blieb ohne ihr Wissen dort, sie suchten ihn mit Schmerzen und fanden ihn im Tempel inmitten der Gesetzeslehrer. Er hörte ihnen zu und stellte Fragen, und alle, die ihn hörten, staunten über seinen Verstand. Auf die Vorhaltungen seiner Mutter entgegnete er: „Wusstet ihr nicht, dass ich in dem sein muss, was meines Vaters ist.“ (Lk 2,42–49) |
| 7. Bild: Maria beim Kreuz Jesu                                         | Als der gekreuzigte Jesus seine Mutter und den Jünger, den er liebte, (Johannes) sah, sagte er zu seiner Mutter: „Frau siehe, dein Sohn!“ Dann sagte er zu dem Jünger: „Siehe, deine Mutter!“ Von der Stunde an nahm sie der Jünger zu sich. (Joh. 19,25–27) |
| 8. Bild: Aufnahme Mariens in den Himmel Festtag: 15. August            | Maria, die Mutter unseres Herrn, ist mit Leib und Seele in der Herrlichkeit des Himmels aufgenommen worden. Papst Pius XII. hat diese Erkenntnis zum Glaubenssatz, das heißt zum Dogma, erhoben. Indem wir die leibliche Aufnahme Mariens in den Himmel bekennen, bekennen wir auch unsere Auferstehung von den Toten. Der Text des Dogmas lautet: „Am Ende ihres irdischen Lebens ist die unbefleckte Gottesmutter und immerwährende Jungfrau Maria mit Leib und Seele in die himmlische Herrlichkeit hineingenommen worden. Sie, die dem auferstandenen Sohn einst die menschliche Natur geschenkt hat, soll auch an seiner Auferstehung teilhaben.“ |